# Husk
Husk je ameriška grozljivka režiserja Bretta Simmonsa iz leta 2011. V njej igrajo Devon Graye, C. J. Thomason, Tammin Sursok in Ben Easter. Film je izšel kot del serije After Dark Films produkcijske hiše After Dark Films.

## Vsebina
Pet prijateljev med vikendom potuje po podeželju Nebraske, ko njihovo vozilo nenadoma napadejo divje vrane in ga potisnejo s ceste. Ko se zbudijo iz nezavesti, odkrijejo, da eden od njih – Johnny – manjka. Med iskanjem pomoči gresta Brian in Scott skozi koruzno polje do bližnje kmetije v upanju, da bosta tam našla Johnnyja, medtem ko Brianovo dekle Natalie s Chrisom ostane v avtu. Ko sta že blizu hiše, naletita na strašilo sredi koruznega polja.
Ko vstopita v hišo, se ta zdi navidez zapuščena in razpadajoča. Medtem na cesti Natalie vidi dečka, ki izgine v koruznem polju in se požene za njim, a se spotakne ob drugo strašilo, ki leži ob cesti. Na svojo grozo odkrije, da ima strašilo zobe, in ker ji Chris ne verjame, zbeži na koruzno polje, da bi poiskala Briana. Scott in Brian še naprej raziskujeta hišo in v drugem nadstropju najdeta iznakaženega Johnnya za šivalnim strojem, ki ju ignorira. Johnny nenadoma preneha šivati, v tistem trenutku sobo ovije tema, od zunaj pa se zasliši krik Natalie. Prestrašeni Chris vidi, kako jo nekaj izjemno hitrega odvleče v koruzo, Brian pa steče na polje, kjer s Chrisom najdeta njeno truplo, obešeno kot strašilo. Jezni Brian sledi morilcu, medtem pa Chris opazi, da v Nataliine oči vstopa čudna sila in zbeži. Brian se kmalu zatem vrne v hišo.
V hiši odkrijejo, da je Johnny izginil. Brian krivi Chrisa, da ni pomagal Natalie, in s Scottom odideta iskat način za pobeg. Vstopita v skedenj, kjer Scott halucinira in vidi kmeta, kako se izživlja nad sinom Coreyem pred njegovim bratom Alexom. Ko pride k sebi, skuša Scott prepričati Briana, kaj je videl. V hiši Chris vidi dečka in ga spremlja v sobo, v kateri je bil Johnny, vendar ga hitro zagrabi panika, ko mrtva Natalie vstopi v sobo in sede za šivalni stroj. Ko začene izdelovati masko za strašilo, se vrata zataknejo in Chris ostane ujet. Scott in Brian slišita njegove krike na pomoč, vendar ne moreta odpreti vrat. Chris zato pobegne skozi okno, vendar pade. Ko vstopi v sobo Brian, Natalie ni več nikjer.
Kasneje ima Scott še eno vizijo, v kateri Corey ubije Alexa zaradi ljubosumja. Nato ga obleče kot strašilo in ga pusti na koruznem polju, s čimer se razkrije, da je Alexov maščevalen duh še vedno živ v strašilih. Ko spet pride k sebi, spozna da se je znašel na polju, kjer ga pred strašilom reši Brian. Strašilo ju preganja dokler ne dosežeta roba koruznega polja in odkrijeta, da ne more zapustiti polja, saj po odhodu le strmi vanju. Potem Chris poskuša prepričati Scotta, da je Brian postal neuravnovešen zaradi iskanja Natalie, zato ga namerava zapustiti s tovornjakom, odkritem v skednju. Scott ga zavrne, odide in najde Briana v hiši.
V kleti je Scott priča Coreyjevemu duhu. Z Brianom najdeta njegovo truplo ter ugotovita, da se je ubil sam s puško. Medtem Chris vžige tovornjak in poskuša pobegniti skozi koruzno polje, vendar ga napade Alex. Chris zagrabi masko in stre duhovo posest nad Johnnyevim truplom. Brian ga nato reši, vendar ga ubije Natalie, ker je sam ne zmore ustreliti. Chris in Scott se nato nehote vrneta v hišo, kjer premislita o svoji usodi. Scott ugotovi, da lahko varno stopi na polje le takrat, ko je Alex zaseden s šivanjem maske za novo žrtev, saj lahko poseduje le eno truplo naenkrat. Ker je zaposlen z novo umrlim Brianom, Chris v Scott pripravita načrt, da bosta zažgala koruzno polje z bencinom. Vendar Alex ugotovi, da bosta pobegnila, zato konča preden se pripravita. Napadejo ju strašila, zato se Chris in Scott ločita, saj imata tako več možnosti za preživetje. Chrisa nato ujame Brianovo truplo in ko Scott zasliši Chrisove krike, skuša zažgati polje, vendar ga pred tem onesposobi Alex.
Ko se Scott zbudi, vidi Alexa, ki se ukvarja s Chrisom. Chris nato zgrabi Alexa in ga drži na mestu, kar da Scottu dovolj časa za pobeg. Alex nato ubije Chrisa in poskuša slediti Scottu. Scottu končno uspe priti do ceste in izčrpan se zgrudi blizu njihovega avta. Pripelje se par, ki začne preiskovati avto, toda Scott je preslaboten, da bi ju priklical. Kmalu ob se njem uleže Alex v podobi strašila. Par nato opazi Scotta in film se konča.

## Igralci
- C. J. Thomason kot Chris
- Devon Graye kot Scott
- Wes Chatham kot Brian
- Tammin Sursok kot Natalie
- Ben Easter kot Johnny
- Joshua Skipworth kot Corey Comstock
- Nick Toussaint kot Alex Comstock
- Mike Cornelison kot kmet Comstock
- Aaron Harpold kot lokalni kmet
- Candice Mara Rose kot žena obcestnega kmeta